# 2월 1일
2월 1일은 그레고리력으로 32번째(윤년일 경우도 32번째) 날에 해당한다.

## 사건
- 1902년 - 청나라, 만주족과 한족간 결혼금지령 해제
- 1906년 - 일제, 조선병탄 예비공작 위해 한성에 통감부 설치
- 1909년
  - 미주 한국인단체, 통합하여 국민회 발족.
  - 청나라 상하이에서 제2회 아편 금지 국제회의 개막
- 1917년 - 독일군 잠수함이 영국행 중립국 상선 공격 해 미국의 제1차 세계 대전 개입 초래
- 1919년 - 무오독립선언
- 1924년 - 영국, 소련 승인
- 1942년 - 마오쩌둥이 정풍운동의 시작을 선언했다.
- 1958년 - 이집트와 시리아, 아랍연합공화국 수립.
- 1973년 - 비상국무회의, 국정감사폐지법안 의결.
- 1974년 - 상파울루 빌딩 화재. 189명 사망.
- 1979년 - 해외망명중이던 이란 지도자 아야툴라 호메이니 15년 만에 귀국.
- 1989년
  - 대한민국, 공산권 국가로는 최초로 헝가리 인민 공화국과 수교.
  - 대한민국, 조선민주주의인민공화국산 무연탄 2만t을 인천항 통해 첫 직수입.
- 1991년 - F.W. 데 클레르크 남아프리카 공화국 대통령, 인종차별법 폐지 발표.
- 1992년 - 조지 부시 미국 대통령과 보리스 옐친 러시아 대통령, 양국의 적대관계청산하는 캠프 데이비드 선언에 서명해 냉전 공식 종결 .
- 2000년 - 대한민국 국무회의,'장기 등 이식에 관한 법률 시행령' 개정안 의결.
- 2003년 - 미국 우주왕복선 컬럼비아 호가 지구 대기권에 진입하다 텍사스주 64km 상공에서 폭발, 승무원 7명 전원 사망. (컬럼비아 우주왕복선 공중분해 사고)
- 2004년
  - 마이클 잭슨의 동생인 자넷 잭슨이 슈퍼볼 공연 도중 저스틴 팀버레이크에 의해 가슴을 노출하여 니플게이트가 발생했다.
  - 일본의 애니메이션인 프리큐어 시리즈의 첫번째 작품인 빛의 전사 프리큐어가 처음 방영하였다.
- 2025년 - 국립한글박물관 화재 사고가 발생했다.

## 문화
- 1881년 - 파나마 운하 기공식.
- 1919년 - 김동인, 주요한 등, 한국 최초의 종합문예동인지 《창조(創造)》 창간
- 1943년 - 철도국을 교통국으로 개편.
- 1952년 - 대한민국 재향군인회 창립.
- 1963년
  - 부산, 직할시로 승격
  - 서울 장충 체육관 개관.
  - 국민은행 개점.
- 1968년 - 경부고속도로 착공.
- 1974년 - 대한민국 한국방송협회 창립.
- 1988년 - KBS 제2FM 굿모닝 팝스 첫방송.
- 1989년 - 대한민국 세계일보 창간.
- 2008년 - MBC TV에서 엄기영 앵커, 평일 MBC 뉴스데스크 마지막 방송.
- 2012년 - MBC 게임이 MBC 뮤직으로 변경
- 2015년 - 대한민국 해군이 제9잠수함 전단을 소장급 장교가 지휘하는 해군잠수함사령부로 승격시키다.

## 탄생
- 1550년 - 영국의 수학자 존 네이피어. (~1617년)
- 1552년 - 영국의 식민지 사업가, 판사, 정치인 에드워드 코크. (~1634년)
- 1707년 - 영국 조지 2세의 장남 프레더릭 루이스. (~1751년)
- 1883년 - 대한민국의 독립운동가 조만식. (~1950년)
- 1894년 - 미국의 영화감독 존 포드. (~1973년)
- 1901년
  - 미국의 군인 프랭크 버클스. (~2011년)
  - 미국의 배우 클라크 게이블. (~1960년)
- 1902년 - 미국의 시인 랭스턴 휴즈. (~1967년)
- 1915년 - 영국의 축구 선수, 축구 감독 스탠리 매슈스. (~2000년)
- 1917년 - 중화인민공화국의 정치인 장춘차오. (~2005년)
- 1920년 - 대한민국의 의사 출신 정치가 정희섭. (~1987년)
- 1928년 - 대한민국의 경제학자, 정치인 조순. (~2022년)
- 1929년
  - 대한민국의 정치인 차규헌. (~2011년)
  - 독일의 신학자 페터 바이어하우스. (~2020년)
- 1930년
  - 방글라데시의 정치인 샤하부딘 아흐메드. (~2022년)
  - 방글라데시의 군인 겸 고위정치인 후세인 무함마드 에르샤드. (~2019년)
- 1931년 - 러시아의 정치인 보리스 옐친. (~2007년)
- 1935년 - 소련의 우주인 블라디미르 악쇼노프. (~2024년)
- 1936년
  - 대한민국의 성우 고은정.
  - 대한민국의 성우 최흘. (~2018년)
- 1937년 - 대한민국의 시인 추영수. (~2022년)
- 1939년 - 대한민국의 정치인 한화갑.
- 1941년
  - 대한민국의 국회의원 신낙균.
  - 대한민국의 건축가 이수형. (~2022년)
- 1948년 - 대한민국의 사회운동가 윤한봉. (~2007년)
- 1949년
  - 대한민국의 배우 이병철. (~2022년)
  - 영국의 기업인 데이비드 설리번.
- 1953년
  - 대한민국의 바둑 기사 서봉수.
  - 대한민국의 기초의원 한병수. (~2023년)
- 1955년
  - 대한민국의 정치인 강연호. (~2025년)
  - 홍콩의 영화 배우 성규안. (~2009년)
- 1956년
  - 대한민국의 바둑 기사, 교수 정수현.
  - 대한민국의 외무공무원, 대학교수 전옥현.
- 1957년 - 대한민국의 정치인. 민선5·6기 서울특별시 금천구청장 차성수.
- 1958년
  - 대한민국의 정치인 조광한.
  - 홍콩의 영화 배우 양가휘.
  - 일본의 성우 호리카와 료.
- 1960년 - 대한민국의 배우 이미경. (~2004년)
- 1962년
  - 일본의 음악가 호테이 토모야스.
  - 프랑스의 축구 선수 마뉘엘 아모로스.
  - 일본의 미술가 무라카미 다카시
- 1965년
  - 대한민국의 배우 변우민.
  - 대한민국의 농구 선수 이금진.
- 1966년
  - 미국의 영화 배우 버스터 키튼.
  - 대한민국의 배우 선우일란.
  - 미국의 전직 축구 선수 미셸 에이커스.
- 1968년
  - 대한민국의 배우 윤예희.
  - 미국의 가수 리사 마리 프레슬리. (~2023년)
  - 일본의 기타리스트, 작곡가 오시오 고타로.
  - 오스트리아의 알파인 스키선수 하네스 트링클.
- 1969년
  - 대한민국의 교육인, 정치가 나향욱.
  - 아르헨티나의 전 축구 선수 가브리엘 바티스투타.
- 1970년 - 대한민국의 의사 박지현.
- 1971년 - 미국의 배우, 성우 힌든 월치.
- 1972년
  - 대한민국의 희극인 정선희.
  - 푸에르토리코의 랩퍼 테고 칼데론.
  - 스페인의 유도 선수 이사벨 페르난데스.
- 1973년
  - 대한민국의 배우 예지원.
  - 일본의 성우 오모토 마키코.
- 1974년
  - 대한민국의 배우 최지연.
  - 스웨덴의 스노보드 선수 리카르드 리카르드손.
- 1975년
  - 대한민국의 배구 선수 신진식.
  - 대한민국의 배우 오수범.
  - 미국의 래퍼 빅 보이.
- 1979년 - 브라질의 전 축구 선수 주앙.
- 1980년 - 대한민국의 배우 박지훈.
- 1981년 - 미국의 성우 앨리슨 빅토린.
- 1982년 - 대한민국의 전 가수 김종욱.
- 1983년 - 일본의 배우, 댄서, 안무가 야라 토모유키.
- 1984년
  - 대한민국의 야구 선수 이여상.
  - 스코틀랜드의 축구 선수 대런 플레처.
  - 대한민국의 야구 선수 이로운.
- 1985년
  - 대한민국의 가수 박지용.
  - 대한민국의 전 야구 선수 정정호.
  - 오스트레일리아의 배우, 모델 조디 고든.
- 1986년 - 대한민국의 성우 정주원.
- 1987년
  - 이탈리아의 축구 선수 주세페 로시.
  - 미국의 종합격투기 선수 론다 라우시.
  - 일본의 성우 이자와 시오리.
- 1988년 - 대한민국의 가수 이루리.
- 1989년
  - 아이슬란드의 축구 선수 알프레드 핀보가손.
  - 대한민국의 배우 염문경.
  - 대한민국의 전직 스타크래프트 프로게이머 정명호.
  - 일본의 성우 쿠스다 아이나.
  - 대한민국의 배구 선수 한수지.
- 1990년
  - 영국의 가수 로라 말링.
  - 대한민국의 축구 선수 주현우.
- 1991년
  - 대한민국의 기상 캐스터, 방송인 김민아.
  - 대한민국의 아나운서 송서미.
  - 알제리의 축구 선수 파우지 굴람.
  - 이탈리아의 축구 선수 루카 칼디롤라.
- 1992년
  - 대한민국의 개발자 권도일.
  - 일본의 배우 이치미치 마오.
  - 대한민국의 사격 선수 배상희.
- 1993년
  - 대한민국의 야구 선수 심창민.
  - 대한민국의 작가 김초엽.
  - 대한민국의 치어리더 이나경.
  - 대한민국의 성악가 서영택.
- 1994년
  - 대한민국의 전직 스타그래프트 프로게이머 하늘.
  - 일본의 배우 요시자와 료.
  - 일본의 가수 후지에 레이나.
  - 미국의 래퍼 롤라 브룩.
  - 미국의 배우 줄리아 가너.
  - 영국의 가수 해리 스타일스 (원 디렉션).
- 1995년 - 독일의 배우 파울라 베어.
- 1996년
  - 대한민국의 가수 도영 (NCT).
  - 대한민국의 가수 기련.
- 1997년
  - 대한민국의 가수 지효 (트와이스).
  - 대한민국의 축구 선수 이동준.
- 1998년 - 대한민국의 야구 선수 박정우.
- 1999년 - 대한민국의 연극배우 강지연.
- 2000년
  - 대한민국의 가수 한이서.
  - 콩고민주공화국 태생 대한민국의 방송인 겸 유튜버 조나단 욤비.
- 2001년
  - 대한민국의 축구 선수 이종훈.
  - 대한민국의 리그 오브 레전드 프로게이머 켈린.
  - 미국의 배우 레이철 제글러.
- 2003년 - 캐나다의 가수 테이트 맥레이.
- 2006년 - 대한민국의 가수 김다솜.
- 2008년 - 대한민국의 배우 겸 모델 박이사야.
- 2012년 - 대한민국의 유튜버 송나윤 (루루체체TV).

## 사망
- 1328년 - 프랑스의 국왕 샤를 4세. (1294년~)
- 1691년 - 제241대 로마의 교황 교황 알렉산데르 8세. (1610년~)
- 1851년 - 영국의 소설가 메리 셸리. (1797년~)
- 1907년 - 키르기스스탄의 지도자, 통치자 쿠르만잔 닷카. (1811년~)
- 1925년 - 한말의 정치인 송병준. (1857년~)
- 1935년 - 조선 말기의 의사, 학자 지석영. (1855년~)
- 1966년 - 미국의 배우, 영화 감독, 각본가 버스터 키턴. (1895년~)
- 1976년 - 독일의 물리학자 베르너 하이젠베르크. (1901년~)
- 1986년 - 스웨덴의 정치인 알바 뮈르달. (1902년~)
- 2012년 - 폴란드의 시인 비스와바 심보르스카. (1923년~)
- 2014년 - 스위스의 배우 막시밀리안 셸. (1930년~)
- 2016년
  - 대한민국의 정치인 김명윤. (1924년~)
  - 과테말라의 군인, 정치인 오스카르 움베르토 메히아 빅토레스. (1930년~)
- 2019년 - 일본의 성우 아리모토 킨류. (1940년~)
- 2020년
  - 이탈리아의 기업인 루차노 가우치. (?~)
  - 헝가리의 영화배우 언도러이 페테르. (1948년~)
- 2022년
  - 대한민국의 가수, 방송인 허참. (1949년~)
  - 일본의 정치인 이시하라 신타로. (1932년~)
- 2023년 - 대한민국의 정치인 한병수. (1953년~)
- 2024년
  - 미국의 영화감독 마크 거스태프슨. (1959년~)
  - 프랑스의 장거리달리기 선수 미셸 재지. (1936년~)
  - 일본의 레슬링 선수 아사히. (2002년~)
  - 미국의 영화배우, 축구 선수 칼 웨더스. (1948년~)
- 2025년
  - 이탈리아의 언어학자 레나토 코르세티. (1941년~)
  - 독일의 제9대 대통령 호르스트 쾰러. (1943년~)

## 기념일
- 흑인 역사의 달 시작일: 미국, 캐나다

## 같이 보기
- 전날: 1월 31일 다음날: 2월 2일 - 전달: 1월 1일 다음달: 3월 1일
- 음력: 2월 1일
- 모두 보기